# (23182) Siyaxuza
(23182) Siyaxuza est un astéroïde de la ceinture principale d'astéroïdes.

## Description
(23182) Siyaxuza est un astéroïde de la ceinture principale d'astéroïdes. Il fut découvert le 23 juillet 2000 à Socorro (Nouveau-Mexique) par le projet LINEAR. Il présente une orbite caractérisée par un demi-grand axe de 2,52 UA, une excentricité de 0,06 et une inclinaison de 6,7° par rapport à l'écliptique.

## Compléments